# 디들리 보

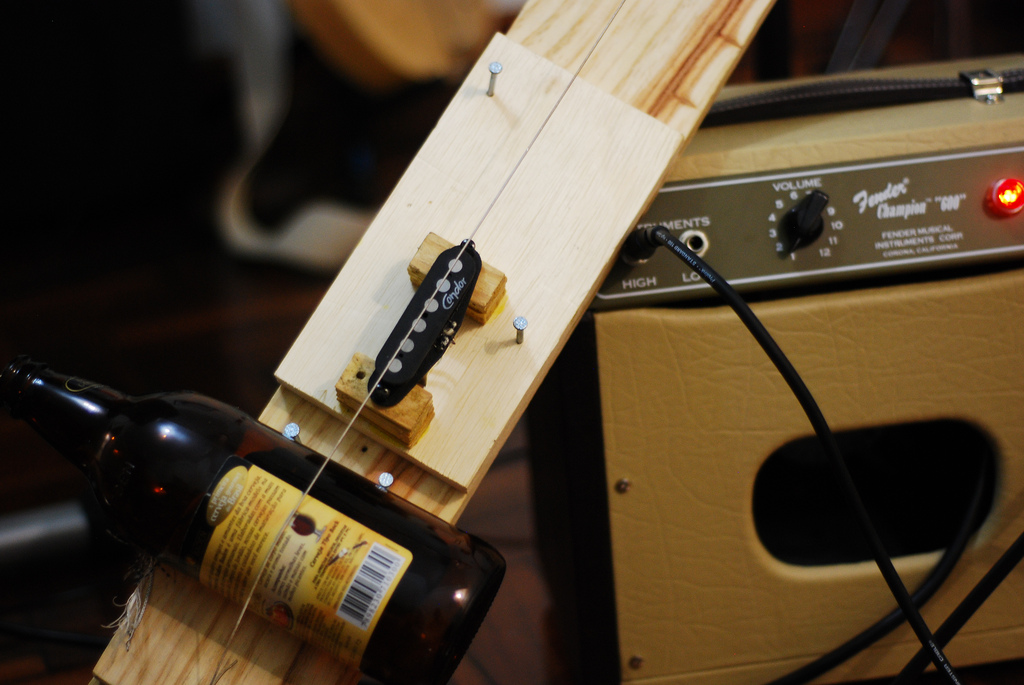
전기 디들리 보

디들리 보(Diddley bow)는 블루스 사운드의 발전에 영향을 준 단일 줄의 미국 악기이다. 유리 병 위에 두개의 못으로 된 보드 사이에 있는 단일 끈으로 된 철사로 이루어져 있으며, 이는 다리로 사용되며 악기의 소리를 확대하기 위한 수단으로 사용된다.

## 기원
디들리 보은 서아프리카에서 사용되는 악기에서 유래되었다. 그곳에서 그들은 종종 아이들에 의해 연주되었고, 하나는 막대기로 줄을 치고 다른 하나는 미끄럼틀을 위아래로 움직여서 피치를 바꾸었다. 이 악기는 미국 노예들에 의해 어린이 장난감으로 개발되었다. 그것들은 1930년대에 연구원들에 의해 처음으로 시골 남부에서 기록되었다.

## 구성
보통 나무 판과 두 나사 사이로 뻗어 있는 하나의 철사 줄로 구성된 디들리 활은 다른 손에 들고 있는 금속이나 유리 슬라이드로 피치를 변화시키면서 연주된다. 유리 병은 보통 소리를 증폭시키는데 도움을 주는 다리로 사용된다. 이 디들리 보는 전통적으로 사춘기 소년들이 연주하는 "엔트리 레벨" 악기로 여겨졌는데, 이 소년들은 만약 그들이 디들리 보에 약속을 하면 "일반적인" 기타로 졸업했다. 하지만 현재, 이 디들리 보는 반주와 함께 연주되는 악기이자 프로 선수들에 의해서도 연주되고 있다.
이 디들리 보는 많은 블루스 기타리스트들이 그것을 어렸을 때부터 연주하기 시작했다는 점에서 블루스 음악에 중요하며 슬라이드 기타와 같이 연주된다는 사실도 중요하다. 하지만, 그것이 어린이들의 악기로 여겨졌기 때문에, 아주 적은 음악가들만이 어른이 된 후에도 그 디들리 보를 계속해서 연주했다. 따라서, 디들리 보는 녹음에 잘 나타나 있지 않았다.

## 같이 보기
- 보 디들리
- 일렉트릭 블루스
- 일렉트릭 기타